# Hans-Gunnar Liljenwall
Hans-Gunnar Liljenwall (9 de julio de 1941) es un expentatleta sueco, que participó en los Juegos Olímpicos de México 1968, en los que fue el primer deportista sancionado en unas olimpiadas por dopaje, por ingesta de  alcohol, tras la implantación de las normas antidopaje por el Comité Olímpico Internacional en 1967. El equipo sueco que había obtenido la medalla de bronce fue descalificado tras el positivo de Lijenwall.
Liljenwall según se dice tomó "dos cervezas" para calmar sus nervios antes de la competición de tiro con pistola. El equipo sueco finalmente tuvo que devolver su medalla de bronce.
Liljenwall también participó en los juegos olímpicos de 1964 y de 1972. En Tokio (1964) acabó undécimo en la competición individual y cuarto por equipos y en Múnich 1972, vigesimoquinto y quinto, respectivamente.